# Саті (буддизм)
Саті ( палі sati  ;  санскр. स्मृति smṛti ), буквально «пам’ять»  або «утримання»,  зазвичай перекладається як уважність, «пам’ятати, спостерігати»,  є важливою частиною буддійської практики . Має пов’язані значення нагадування про благотворні дхамми, такі як чотири встановлення усвідомленості, п’ять здібностей, п’ять здібностей, сім факторів пробудження, Благородний вісімковий шлях і досягнення прозріння  та власне практика підтримки ясного усвідомлення дгамм  тілесних і психічних феноменів, щоб протистояти виникненню нездорових станів і розвивати благотворні стани.   Це перший фактор із семи факторів просвітлення . «Правильна» або «правильна» усвідомленість (палі: sammā-sati, санскрит samyak-smṛti ) є сьомим елементом Благородного Восьмеричного Шляху .

## Визначення
Буддійський термін, перекладений англійською мовою як «уважність», «не забувати спостерігати»  походить від палійського терміна саті та його санскритського відповідника smṛti . За словами Роберта Шарфа, значення цих термінів було предметом широких дебатів і дискусій.  Смріті спочатку означало «пам'ятати», «згадувати», «мати на увазі», як у ведичній традиції запам'ятовування священних текстів. Термін саті також означає «запам'ятати» вчення священних писань. У Satipațțhāna-sutta термін sati означає підтримувати усвідомлення реальності, де чуттєві сприйняття вважаються ілюзіями, і таким чином можна побачити справжню природу явищ.  Шарф посилається на Міліндапанга, де пояснюється, що виникнення саті викликає в пам’яті корисні дгамми, такі як чотири встановлення усвідомлення, п’ять здібностей, п’ять здібностей, сім факторів пробудження, Благородний вісімковий шлях і досягнення проникливості .  За словами Руперта Гетіна,
[саті] слід розуміти як те, що дозволяє усвідомлювати весь спектр і обсяг дгамм; саті — це усвідомлення речей у їхньому зв’язку з іншими речами, а отже, усвідомлення їхньої відносної цінності. Застосовуючи це до сатіпаттан, можна припустити, що саті — це те, що змушує практикуючого "пам’ятати", що будь-яке почуття, яке він може відчувати, існує у зв’язку з цілим розмаїттям або світом почуттів, які можуть бути благотворними чи шкідливими, з вадами чи без вад, відносно грубими чи витонченими, темними чи чистими.
Далі Шарф зазначає, що це має мало спільного з «голою увагою», популярною сучасною інтерпретацією саті, «оскільки це передбачає, серед іншого, належне розрізнення моральної валентності явищ, коли вони виникають».  За словами Веттера, дг’яна, можливо, була початковою основною практикою Будди, яка допомагала підтримувати усвідомленість. 

## Етимологія
Поняття походить від палійського терміна sati та його санскритського відповідника smṛti . З санскриту це було перекладено як trenpa тибетською ( транслітерація : dran pa ) і nian 念 китайською мовою .

### Палі
У 1881 році Томас Вільям Ріс Девідс вперше переклав саті на англійську уважність (mindfullness) у «Правильна уважність; активний, пильний розум».  Відзначаючи, що Деніел Джон Гогерлі (1845) спочатку переклав sammā-sati як «Правильну медитацію»,  Девідс пояснив:
саті буквально означає "пам'ять", але використовується у контексті постійно повторюваної фрази "усвідомлений і уважний" (sato sampajāno); і позначає ту діяльність розуму та постійну присутність свідомості, яка є одним із обов’язків, що найчастіше підкреслюються для доброго буддиста.
Генрі Алебастер у своїй книзі «Колесо закону: буддизм, проілюстрований із сіамських джерел сучасним буддистом, життя Будди та розповідь про прабат» (1871) раніше визначив «Сатіпаттан/Смрітіупастгана» як «акт дотримання свого єства усвідомленим». 
Англійський термін mindfulness існував ще до того, як його почали використовувати в (західному) буддистському контексті. Вперше mindfulness згадується у 1530 році ( Джон Пелсгрейв перекладає з французької pensee ), як mindfulnesse у 1561 році та mindfulness у 1817 році. Морфологічно раніші терміни включають уважний (уперше записаний у 1340 році), уважно (1382) і застаріле mindiness (бл. 1200). 
Джон Д. Данн, ад’юнкт-професор Університету Медісон-Вісконсін, чиє поточне дослідження зосереджено на концепції «уважності» як у теоретичному, так і в практичному контексті, стверджує, що переклад sati та smṛti як усвідомленість є заплутаним і що ряд вчених-буддистів почали намагатися встановити переклад «утримання» як кращу альтернативу. 
Бхіккху Бодхі також вказує на значення слова "саті" як "пам'ять":
Слово походить від дієслова sarati, що означає «пам'ятати», і в палі sati іноді все ще пояснюється таким чином, що пов'язує його з ідеєю пам'яті. Однак, коли це слово використовується у зв'язку з практикою медитації, у нас в англійській мові немає слова, яке точно передає його значення. Один із ранніх перекладачів вдало звернувся до слова «mindfulness» («усвідомленість»), якого навіть немає в моєму словнику. Це слово чудово виконало свою роль, але воно не зберігає зв'язку з пам'яттю, який іноді необхідний, щоб зрозуміти певний уривок.

Однак у статті «Що насправді означає уважність?» A Canonical Perspective (2011), Бхікку Бодхі зазначив, що 
саті — це не лише «пам’ять»:
Але ми не повинні надавати цьому [сенсу як "пам’ять"] надмірного значення. У розробці термінології, яка могла б передати основні моменти та практики його вчення, Будда неминуче змушений був використовувати доступний йому словниковий запас. Щоб позначити практику, яка стала головною опорою його медитативної системи, він обрав слово саті. Але тут саті вже не означає пам’ять. Натомість Будда надав цьому слову нового значення, узгодженого з його власною системою психології та медитації. Таким чином, було б фундаментальною помилкою наполягати на тому, щоб читати старе значення пам’яті в новому контексті. … Я вважаю, що саме цей аспект саті забезпечує зв’язок між двома основними канонічними значеннями: як пам’яті, так і ясного усвідомлення поточних подій. … У палійських суттах саті має ще й інші ролі у зв’язку з медитацією, але вони підсилюють його характеристику в термінах ясного усвідомлення та живої презентації.
Крім того, він процитував згаданий нижче коментар Томаса Вільяма Ріса Девідса як «надзвичайну проникливість»:
Але, як це часто траплялося з багатьма іншими виразами в період розквіту буддизму, до слова тоді було додано новий відтінок значення, який надав йому нового сенсу, роблячи переклад «пам'ять» вкрай недоречним і оманливим.

### Санскрит

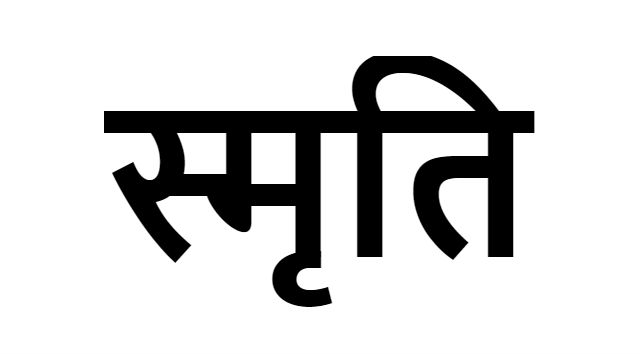
смріті, написане письмом Деванагарі

Санскритське слово smṛti स्मृति (також транслітерується як smriti, smRti або sm'Rti ) буквально означає «те, що запам’ятовується», і відноситься як до «уважності» в буддизмі, так і до «категорії метричних текстів» в індуїзмі, яка вважається другою за авторитетом після писань (Śruti).
Санскритсько-англійський словник Monier Monier-Williams розрізняє вісім значень слова smṛti स्मृति, «спогад, нагадування, думання про або над, згадування, згадка»:
1. пам'ять як одна з В'ябхічарі-бхав [минущих почуттів];
2. Пам'ять (персоніфікована або як дочка Дакші та дружина Анґіраса, або як дочка Дхарми та Медхи);
3. вся частина священної традиції або того, що пам’ятають людські вчителі (на відміну від Шруті або того, що безпосередньо почуто або відкрито Ріші ; у найширшому прийнятті це використання терміна Смріті включає 6 Веданг, Сутри як Шраута, так і Грх’я, Manusmriti, Itihasas (наприклад, Mahābhārata та Рамаяна ), Пурани та Нітішастри, «згідно з таким-то традиційним приписом або юридичним текстом»;
4. уся сукупність кодексів законів, переданих на пам’ять або за традицією (зокрема, кодекси Манусмріті, Яджнявалк’я Смріті та 16 наступних натхненних законодавців) … усі ці законодавці вважаються натхненними та заснували свої правила на Ведах ;
5. символічна назва числа 18 (з 18 законодавців вище);
6. різновид лічби ;
7. назва літери г-ग् ;
8. бажання, побажання

### Китайська

Династія Східна Чжоу (771-221 до н. е.) Графік великої печатки для nian念

Буддійські вчені перекладали smṛti китайським словом nian念«вивчати; читати вголос; думати; запам’ятовувати; нагадувати». Nian зазвичай використовується в сучасних стандартних китайських словах, таких як guannian觀念(观念) "концепція; ідея", huainian懷念(怀念) "берегти пам'ять про; думати про", nianshu念書(念书) "читати; вивчати" та niantou念頭(念头) «думка; ідея; намір». Два спеціалізованих буддійських терміна — nianfo念佛"оспівуйте ім'я Будди; моліться Будді" та nianjing念經(念经) "співати/декламувати сутри".
Цей китайський ієрогліф nian 念 складається з jin 今 "зараз; це" та xin 心 «серце; розум». Бернхард Карлгрен графічно пояснює нян, що означає «відображати, думати; вивчати, вивчати напам’ять, запам’ятовувати; декламувати, читати – мати 今подарувати 心 розум".  Китайський ієрогліф nian або nien念вимовляється як корейський yeom або yŏm 염, японськаネンабо nen і в'єтнамська niệm .
Словник китайських буддійських термінів дає основні переклади нянь : «Спогад, пам’ять; думати, розмірковувати; повторювати, інтонувати; думка; мить». 
Цифровий словник буддизму дає більш докладний переклад nian «уважність, пам'ять»:
- Спогад (санскр. smṛti ; тиб. dran pa ). Згадувати, пригадувати. Те, що пригадується. Функція пригадування. Робота розуму, щоб не дозволяє забувати об’єкт. Усвідомленість, концентрація. Усвідомленість Будди, як у практиці Чистої Землі . У теорії Абхідхарма-коша, один із десяти всюдисущих факторів大地法. У Yogâcāra, один із п’яти «об’єктно-залежних» психічних факторів 五別境;
- Закріплений спогад; (санскр. sthāpana ; тиб. gnas pa ). З'ясувати свої думки;
- Думати розумом (не висловлюючись у мові). Споглядати; медитативна мудрість;
- Розум, свідомість;
- Думка; момент роздумів; мить думки. (санскр. kṣana );
- Терпіння, терпимість. [10]

### Альтернативні переклади
Терміни sati/smriti були перекладені як:
- Увага (Джек Корнфілд)

- Уважність

- Сконцентрована увага (Махасі Саядо)

- Інспектування (Герберт Гюнтер)

- Усвідомлена увага

- Усвідомленість

- Нагадуюча уважність (Олександр Берзін)

- Згадування (Ерік Пема Кунсанг, Буддадаса Бхіккху)

- Рефлексивна усвідомленість (Буддадаса Бхіккху)

- Нагадування (Джеймс Х. Остін)

- Втримання

- Самозосредженість (Джек Корнфілд)

Спочатку уважність забезпечувала шлях до звільнення, звертаючи увагу на чуттєвий досвід, запобігаючи виникненню тривожних думок і емоцій, які викликають подальший ланцюг реакцій, що веде до переродження.   У пізнішій традиції, особливо у Тгераваді, уважність є протиотрутою від омани (палі: moha), і вважається таким чином однією з «сил» (палі: бала), які сприяють досягненню нірвани, зокрема, коли вона поєднується з чітким розумінням того, що відбувається. Нірвана — це стан буття, в якому жадібність, ненависть і омана ( палі : моха ) подолані та покинуті, і вони відсутні в розумі.

### Сатіпаттана— охорона почуттів
Сатіпаттана-сутта (санскрит: Smṛpasthāna Sūtra ) — це ранній текст, присвячений уважності. Нікаї приписують людині встановлювати уважність (сатіпаттана) у своєму повсякденному житті, зберігаючи, наскільки це можливо, спокійне усвідомлення чотирьох упассан : свого тіла, почуттів, розуму та дгарм .
За словами Grzegorz Polak, буддійська традиція, включно з Тхеравадою, неправильно розуміла чотири упассани як позначення чотирьох різних основ. Згідно з Полаком, чотири упассани стосуються не чотирьох різних основ, а усвідомлення чотирьох різних аспектів усвідомленості що здіймається: 
- шість чуттєвих основ, які потрібно усвідомлювати ( kāyānupassanā );
- споглядання vedanās, які виникають при контакті між почуттями та їхніми об’єктами ( vedanānupassanā );
- змінені стани розуму, до яких призводить ця практика (cittānupassanā);
- розвиток від п’яти перешкод до семи факторів просвітлення ( dhammānupassanā ).

Руперт Гетін зазначає, що сучасний рух віпассани тлумачить Сатіпаттхана-сутту як «опис чистої форми інсайту ( віпассана ) медитації», для якої саматха (спокій) і дг'яна не є необхідними. Проте в досектантському буддизмі встановлення усвідомленості ставилося перед практикою дг'ян і пов’язувалося з відмовою від п’яти перешкод і входом до першої дг'яни.
За словами Пола Вільямса, посилаючись на Еріха Фраувалнера, уважність забезпечувала шлях до звільнення, «постійне спостереження за чуттєвим досвідом, щоб запобігти виникненню потягів, які могли б привести до перероджень».   Буддхадаса також стверджував, що уважність запобігає виникненню тривожних думок і емоцій, які викликають подальший ланцюг реакцій, що веде до переродження его та егоїстичних думок і поведінки. 
За словами Веттера, дх’яна, можливо, була початковою основною практикою Будди, яка допомагала підтримувати уважність. 

### Сампраджана,апрамадаіатаппа
Ньянапоніка Тгера переклав Satii як «просто увагу». Проте в буддистській практиці «уважність» — це більш, ніж «просто увага»; воно має більш повне й активне значення samprajaña, «ясне розуміння», і apramāda , «пильність».  Усі три терміни іноді (з плутаниною) перекладаються як «уважність», але всі вони мають певні відтінки значення.
У загальнодоступному листуванні між Бхіккху Бодхі та Б. Аланом Уоллесом Бодхі описав доп. Погляди Nyanaponika Thera на «правильну уважність» і sampajañña такі:
Мені слід додати, що сам благословенний Ньянапоніка не вважав, що «чисте спостереження» повністю відображає значення сатіпаттани (IAST), а лише представляє одну фазу, початкову фазу, в медитативному розвитку правильного усвідомлення. Він стверджував, що в правильній практиці правдивого усвідомлення "саті" має бути інтегрована із "сампаджаною", ясним усвідомленням, і лише коли ці дві складові працюють разом, правильна усвідомленість виконує своє призначення.
У Satipaṭṭhāna Sutta саті та сампанджанна поєднані з атаппою (палі; санскрит: ātapaḥ ), або «палкістю» , і ці три разом складають йонісо манасікара (палі; санскрит: yoniśas manaskāraḥ ), «належну увагу» або «мудрий роздум». 

#### «Чиста уважність»
Жорж Дрейфус висловив занепокоєння визначенням усвідомлення як «чистої уваги» або «уваги без суджень, зосередженої на сьогоденні свідомості», підкреслюючи, що усвідомленість у буддистському контексті також означає «пам’ятання», що вказує на те, що функція усвідомлення також включає зберігання інформації. Дрейфус завершує своє дослідження словами:
Ідентифікація усвідомлення як простої уваги ігнорує або, принаймні, недооцінює когнітивні наслідки усвідомлення, його здатність об'єднувати різні аспекти досвіду для досягнення ясного розуміння природи психічних і тілесних станів. Надмірно наголошуючи на природі "усвідомлення без суджень" та стверджуючи, що наші проблеми випливають із концептуальності, сучасні автори ризикують привести до однобічного розуміння усвідомлення як форми терапевтично корисного простору тиші. Я вважаю важливим не втрачати з поля зору, що усвідомленість – це не просто терапевтична техніка, а природна здатність, яка відіграє центральну роль у когнітивному процесі. Саме цей аспект здається ігнорованим, коли усвідомленість зводять до зосередженого на теперішньому моменті сприйняття власного досвіду без суджень.
Роберт Х. Шарф зазначає, що буддійська практика спрямована на досягнення «правильного бачення», а не просто «чистої уваги»:
Техніка Махасі не вимагала знайомства з буддійською доктриною (зокрема абхідгаммою), не вимагала дотримання суворих етичних норм (зокрема чернецтва) і обіцяла дивовижно швидкі результати. Це стало можливим завдяки тлумаченню саті як стану "чистого усвідомлення" — безпосереднього, неупередженого сприйняття речей "такими, якими вони є", не викривленого попередніми психологічними, соціальними чи культурними установками. Це поняття "майндфулнес" відрізняється від домодерних буддійських епістемологій у кількох аспектах. Традиційні буддійські практики більше орієнтовані на набуття "правильного погляду" та належного етичного розпізнавання, а не на "відсутність погляду" та неупереджене ставлення.
Джей Л. Гарфілд, цитуючи Шантідеву та інші джерела, наголошує, що уважність складається з об’єднання двох функцій, викликаючи пам’ять і пильно утримуючи пам’ять . Він демонструє, що існує прямий зв’язок між практикою уважності та культивуванням моралі – принаймні в контексті буддизму, з якого походять сучасні інтерпретації уважності. 
1. ↑  Sati. The Pali Text Society's Pali-English Dictionary. Digital Dictionaries of South Asia, University of Chicago. Архів оригіналу за 12 грудня 2012.
2. 1 2  
Lecture, Stanford University Center for Compassion and Altruism Research and Education, c 18:03 [Архівовано 20 листопада 2012 у Wayback Machine.]
3. 1 2  Vimalaramsi, 2015, с. 4.
4. 1 2  Sharf, 2014. "Even so, your Majesty, sati, when it arises, calls to mind dhammas that are skillful and unskillful, with faults and faultless, inferior and refined, dark and pure, together with their counterparts: these are the four establishings of mindfulness, these are the four right endeavors, these are the four bases of success, these are the five faculties, these are the five powers, these are the seven awakening-factors, this is the noble eight-factored path, this is calm, this is insight, this is knowledge, this is freedom. Thus the one who practices yoga resorts to dhammas that should be resorted to and does not resort to dhammas that should not be resorted to; he embraces dhammas that should be embraced and does not embrace dhammas that should not be embraced."
5. ↑  Gethin, 1992.
6. 1 2 3  Sharf, 2014, с. 942.
7. ↑  Sharf, 2014, с. 943.
8. 1 2  Vetter, 1988.
9. ↑  A Dictionary of Chinese Buddhist Terms: With Sanskrit and English Equivalents and a Sanskrit-Pali Index. Motilal Banarsidass Publ. 1977. ISBN 978-81-208-0319-0.
10. ↑  Digital Dictionary of Buddhism.
11. 1 2  Williams та Tribe, 2000, с. 46.
12. ↑  Polak, 2011.
13. ↑  Frauwallner, E. (1973), History of Indian Philosophy, trans. V.M. Bedekar, Delhi: Motilal Banarsidass. Two volumes., pp.150 ff
14. ↑  Buddhadasa, 2014, с. 78-80, 101-102, 117 (note 42).
15. ↑  Friends of the Western Buddhist Order (FWBO): Buddhism and Mindfulness. madhyamavani.fwbo.org.
16. ↑  Dictionary.com:adjective
  1. having, expressive of, or characterized by intense feeling; passionate; fervent: an ardent vow; ardent love.
  2. intensely devoted, eager, or enthusiastic; zealous: an ardent theatergoer. an ardent student of French history.
  3. vehement; fierce: They were frightened by his ardent, burning eyes.
  4. burning, fiery, or hot: the ardent core of a star.